# Bernard Cocula
Pour les articles homonymes, voir Cocula (homonymie).
Bernard Cocula (12 avril 1936 à Paris - 4 novembre 2005) est un chercheur français spécialiste de François Mauriac.

## Biographie
Bernard Cocula est né à Paris, où son père inspecteur des impôts était en poste. Après des études au lycée de Périgueux (Dordogne), il étudie les Lettres à Bordeaux, tout en menant une activité syndicale.
Il enseigne d'abord comme professeur à l'École nationale professionnelle (ENP) d'Armentières (Nord), avant de revenir sur la région bordelaise où il enseigne au lycée technique Alfred Kastler à Talence, et de soutenir sa thèse pour commencer une carrière de chercheur au début des années 1980.
Le 17 décembre 1994, il soutient son habilitation à diriger des recherches à l'université Bordeaux III.
Sa carrière de chercheur fait de Bernard Cocula un spécialiste reconnu de l'œuvre de François Mauriac.
Il est marié à Anne-Marie Cocula-Vaillières.